# Amazoneparkiet
De amazoneparkiet (Nannopsittaca dachilleae) is een vogel uit de familie Psittacidae (papegaaien van Afrika en de Nieuwe Wereld).

## Verspreiding en leefgebied
Deze soort komt voor in zuidoostelijk Peru en noordwestelijk Bolivia.

## Status
De grootte van de populatie is in 2020 geschat op 2500-10.000 volwassen vogels. Op de Rode lijst van de IUCN heeft deze soort de status niet bedreigd.